# هايكه هينيغ
هايكه هينيغ (بالألمانية: Heike Hennig)‏ هي أستاذة جامعية ألمانية، ولدت في 8 نوفمبر 1966 في لايبزيغ في ألمانيا.